# عصام الشوالي
عصام الشوالي (مواليد 25 سبتمبر 1970) هو معلق رياضي تونسي، يعمل بالتعليق على مباريات كرة القدم بالقنوات الرياضية بشبكة بي إن سبورتس

## دراسته وبداياته
مع نهاية دراسته الأكاديمية باللغة الفرنسية انضم إلى إذاعة الشباب والرياضة لحبه الشديد للمعشوقة المستديرة والتعليق وبموهبته الرائعة اختزل الزمن فانتقل إلى القناة الفضائية التونسية ليكمل مشواره بالانتقال إلى شبكة راديو وتلفزيون العرب وعمل في قناة الرياضة (آي آر تي) التي كانت من روما أول مباراة علق عليها بتاريخ 6/10/2001، وكانت تلك المباراة لدوري أبطال أفريقيا بين الترجي التونسي وماميلودي صن داونز الجنوب أفريقي، أما أول مباراة في دوري ابطال أوروبا فكانت في 1998 في الفضائية التونسية بين ريال مدريد وانترميلان وعصام الشوالي مشهور بالجرأة حيث إنه يستطيع ان يتكلم بكل طلاقة وصراحة وشفافية وحيادية في المباريات الكبيرة مثلا ريال مدريد وبرشلونة عملاقا إسبانيا.

## الجزيرة الرياضية
وكنتيجة حتمية لشراء باقة قنوات راديو وتلفزيون العرب عن طريق مجموعة قنوات الجزيرة الرياضية، انتقل بموجبها هذا المعلق الكبير إلى التعليق لكن هذه المرة بميكروفون الجزيرة الرياضية ليضاف بذلك إلى باقة نجوم التعليق العربي المتعاقدين مع الجزيرة. وكانت أول مباراة يقوم الشوالي بالتعليق عليها هي مباراة تينيريفي وبرشلونة في الأسبوع السابع عشر من الدوري الإسباني وذلك بتاريخ 10 يناير 2010.
وبعدها أسندت إليه مباريات القمة في كأس أمم إفريقيا كمباريات المجموعة (B) والتي تضم إلى جانب كوت ديفوار كل من غانا وتوغو وبوركينافاسو، بالإضافة إلى مباريات المنتخب التونسي.

## الشعبية
قد بلغت شهرة الشوالي ذروتها من خلال تعليقه على كأس العالم بألمانيا عندما كان في قنوات راديو وتلفزيون العرب.جعلته محبوب عربي لعامي ( 2005 / 2006 ) وَ ( 2006 / 2007) وفقاً لاستفتاء الرياضة إلى الأبد وتم تكريمه كأفضل معلق عربي حسب أستفتاء موقع كوووورة الشهير الموقع الرياضي الأول عربيا كأفضل معلق عربي لعام 2008 حسب استفتاء شارك به ربع مليون متابع للموقع وتم تكريمه من مراسل موقع كووورة احمد علي عبدالله في ملعب رادس في العاصمة تونس بين شوطي مباراة نهائي بطولة دوري ابطال العرب بين الترجي التونسي والوداد المغربي .
تم اختياره لتعريب لعبة فيفا للبلاي ستيشن ابتداءً من النسخة 12 حتى نسخة 17.[بحاجة لمصدر]

## البطولات التي علق عليها
- الدوري الإسباني.
- الدوري الألماني.
- الدوري الإيطالي.
- الدوري الإنجليزي.
- الدوري الفرنسي.
- الدوري المغربي
- دوري أبطال أوروبا.
- الدوري الأوروبي.
- دوري أبطال آسيا.
- كأس العالم.
- خليجي 22.
- كأس آسيا.
- التصفيات المؤهلة للبطولات الكبيرة.
- كأس أمم أفريقيا.
- دوري أبطال العرب.
- الدوري التونسي.
- كوبا أمريكا.
- كأس أمم أوروبا.
- الدوري السعودي.
- الدوري القطري.
- كأس القارات.
- كأس العالم للأندية.
- تصفيات كأس العالم لمونديال روسيا 2018
- كأس العرب
- دوري أبطال أفريقيا
- نهائي كأس العالم لمونديال قطر 2022
- والمزيد من البطولات والمباريات الودية والرسمية.